# Zirbitzkogel
Der Zirbitzkogel ist mit 2396 m ü. A. die höchste Erhebung der Seetaler Alpen sowie der gesamten Lavanttaler Alpen. Er liegt südlich des oberen Murtales in der Steiermark nahe der Grenze zu Kärnten. An seinem Südabhang entspringt die Lavant, ein linker Nebenfluss der Drau.
Sein Name leitet sich nicht, wie vielfach angenommen wird, von den im Gebiet stellenweise bestandsbildenden Zirben ab, sondern vom kroatischen čьrvenica, das mit „rote Gegend“ übersetzt werden kann und auf die häufig vorkommende Rostblättrige Alpenrose (Rhododendron ferrugineum) hinweist. In der Gegend wird dieses Rhododendrongewächs Almrausch genannt, möglicherweise ein Hinweis auf die Giftigkeit der Pflanze.
Aufgebaut ist der Zirbitzkogel aus kristallinem Gestein; Schiefer, Gneise und Granite herrschen vor. Trotz seiner vergleichsweise geringen Höhe weist er ausgeprägten Hochgebirgscharakter auf. Sein Relief wurde von eiszeitlichen Gletschern sowie späteren Hangbewegungen geformt. Im sehr quellenreichen Gebiet liegen einige Karseen, wie zum Beispiel die beiden Winterleitenseen.
Bis in die subalpine Zone reichen geschlossene Fichtenwälder, die von aufgelockerten Fichten-, Lärchen- und Zirbenbeständen abgelöst werden (Arven-Lärchenwald). Im Gipfelbereich überwiegt ein weitflächiger, von fast ebenen Plateaus durchsetzter Krummseggenrasen. Unter Ornithologen bekannt war der Gipfelbereich als Bruthabitat des Mornellregenpfeifers, der dort bis 1995 fast alljährlich in wenigen Paaren brütete. Danach wurden keine Bruten mehr festgestellt, wohl aber einzelne Durchzügler und rastende Individuen beobachtet. Auf windexponierteren Stellen überwiegen Gemsheide und verschiedene Flechten.
Bei Schmetterlingskundlern ist das Gebiet für einige sehr seltene Arten, darunter den Endemiten Elophos zirbitzensis bekannt.
Der touristisch gut erschlossene Zirbitzkogel ist ein beliebtes Wander- und Tourengeher-Gebiet. Unmittelbar unterhalb des Gipfels befindet sich das Zirbitzkogel-Schutzhaus, weitere Hütten liegen entlang den Aufstiegsrouten. Ausgangspunkte einer Besteigung des Zirbitzkogels sind St. Anna beziehungsweise St. Wolfgang bei Obdach auf der Nordroute sowie Neumarkt auf der Südroute.
Das Zirbitzkogelgebiet wurde in die Liste der Natura-2000-Regionen aufgenommen und ist seit Mai 2006 als Europaschutzgebiet ausgewiesen.

## Hütten und Wege
- Winterleitenhütte (1782 m) nordöstlich des Zirbitzkogels, mitten im Gebiet des Truppenübungsplatzes Seetaler Alpe gelegen.
- Alpengasthof Sabathy (1620 m), am Ostfuß des Zirbitzkogels
- Zirbitzkogel-Schutzhaus (2376 m), direkt unterhalb des Gipfels des Zirbitzkogels
- Waldheimhütte (1614 m), auf halber Höhe zwischen Obdach und dem Zirbitzkogel
- Tonnerhütte (1600 m), auf halber Höhe zwischen Mühlen (Ort) und Zirbitzkogel

Über den Zirbitzkogel führt der Eisenwurzenweg (Österreichischer Weitwanderweg 08), welcher den nördlichsten Punkt Österreichs mit dem südlichsten Punkt verbindet.

## Bilder

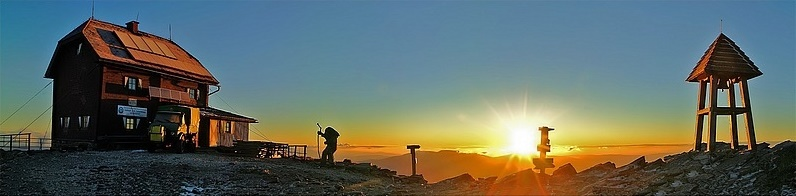
Sonnenaufgang am Zirbitzkogel

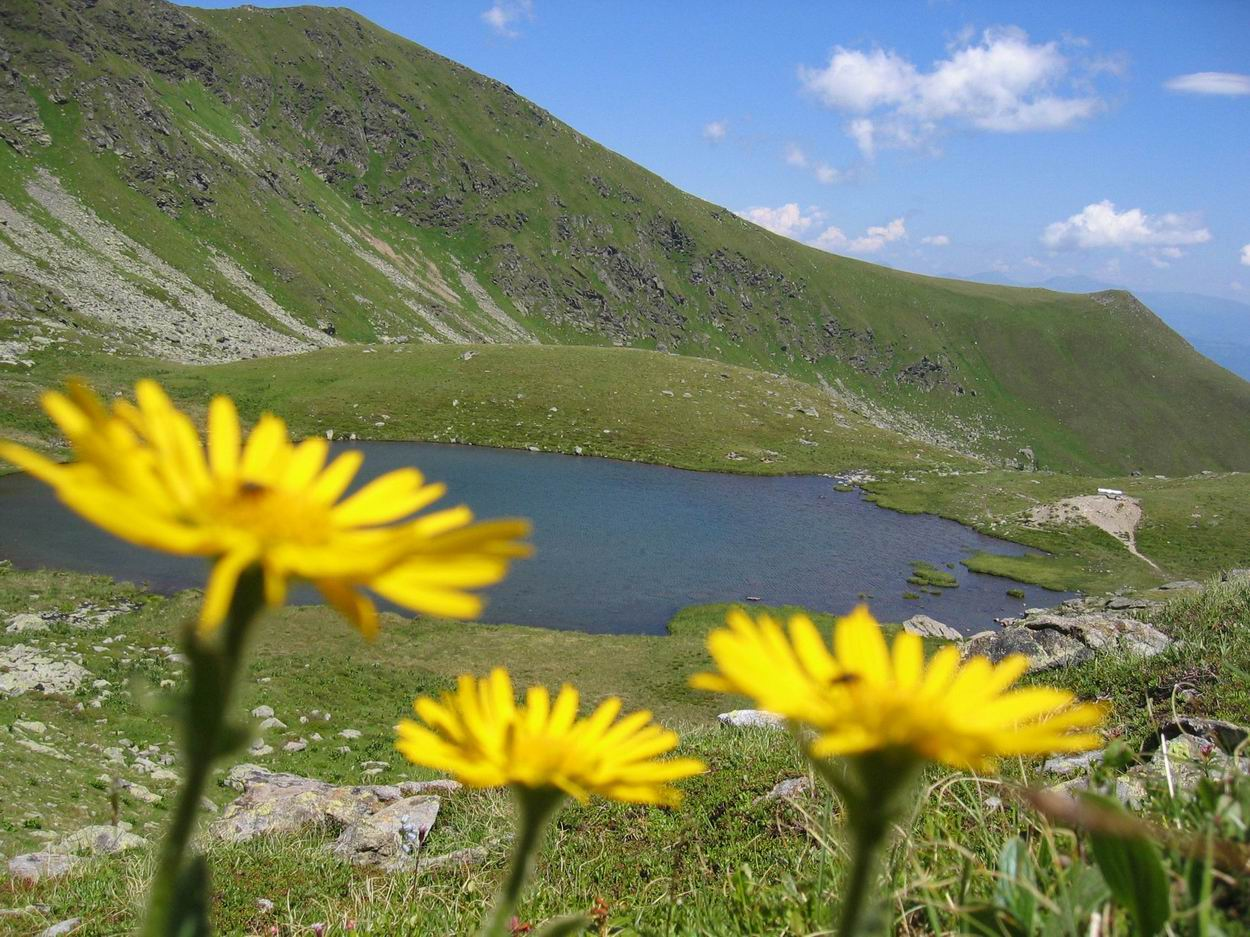
Oberer Lindersee
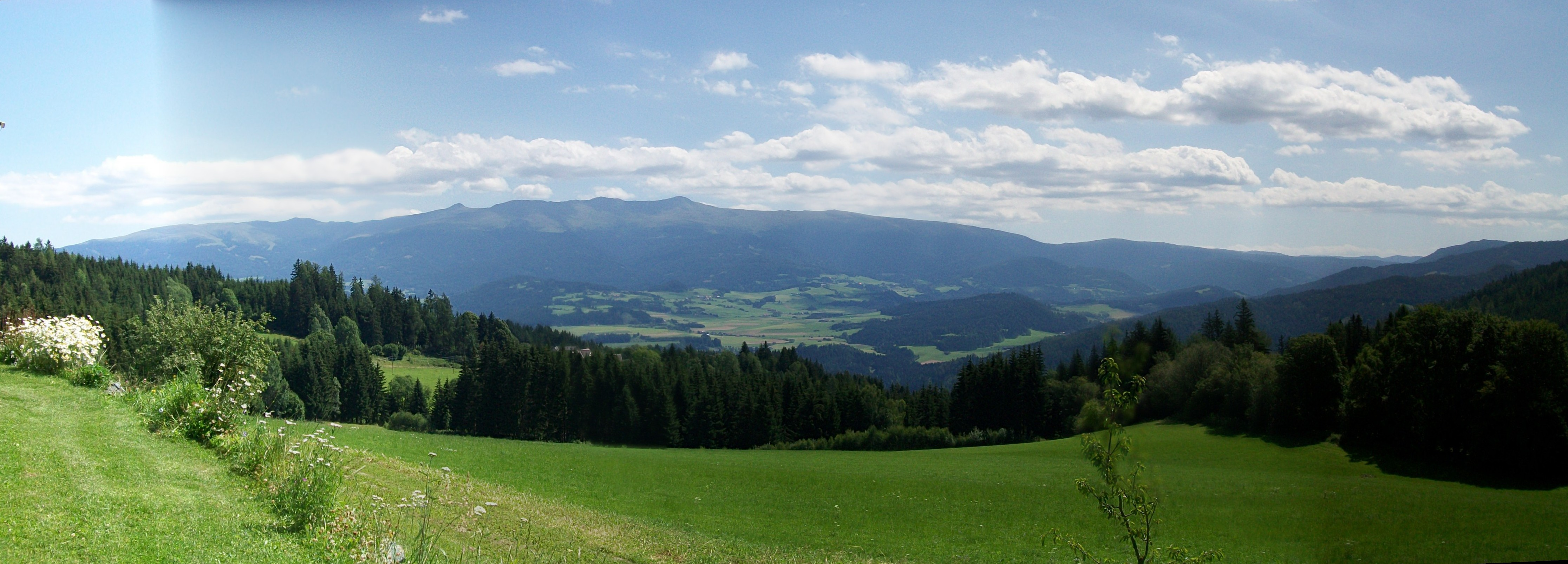
Zirbitzkogel von Westen
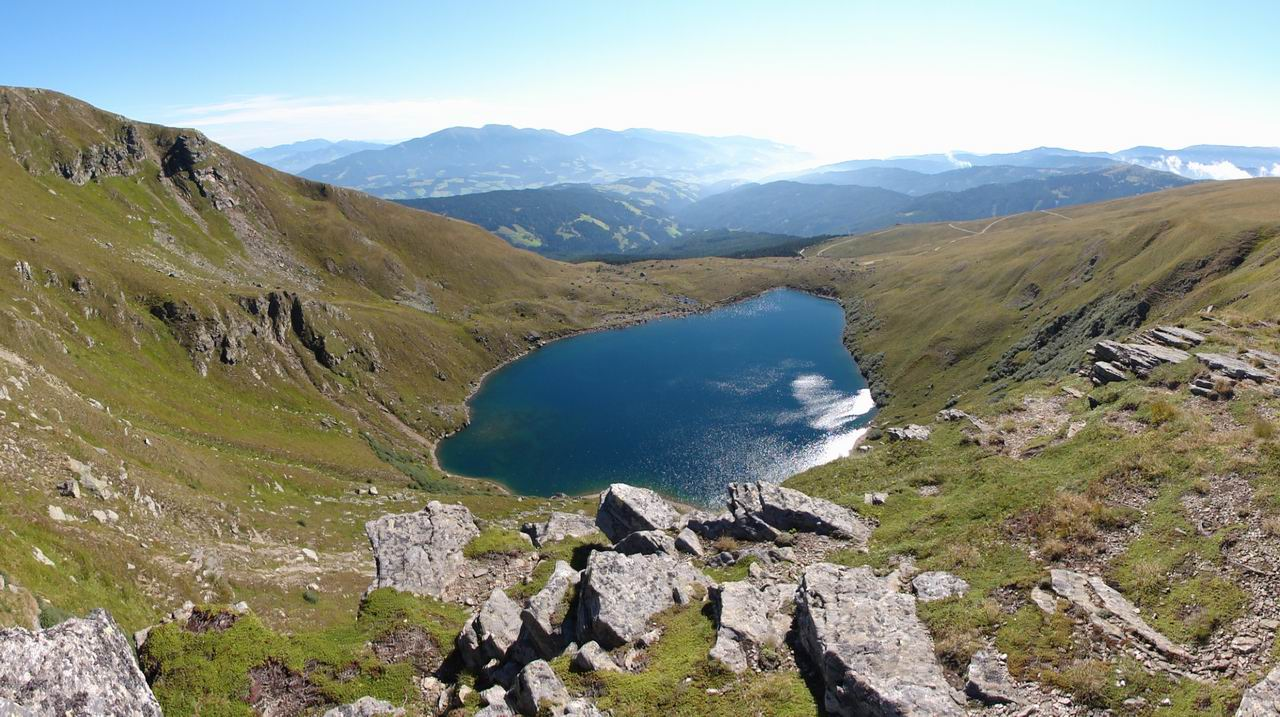
Wildsee
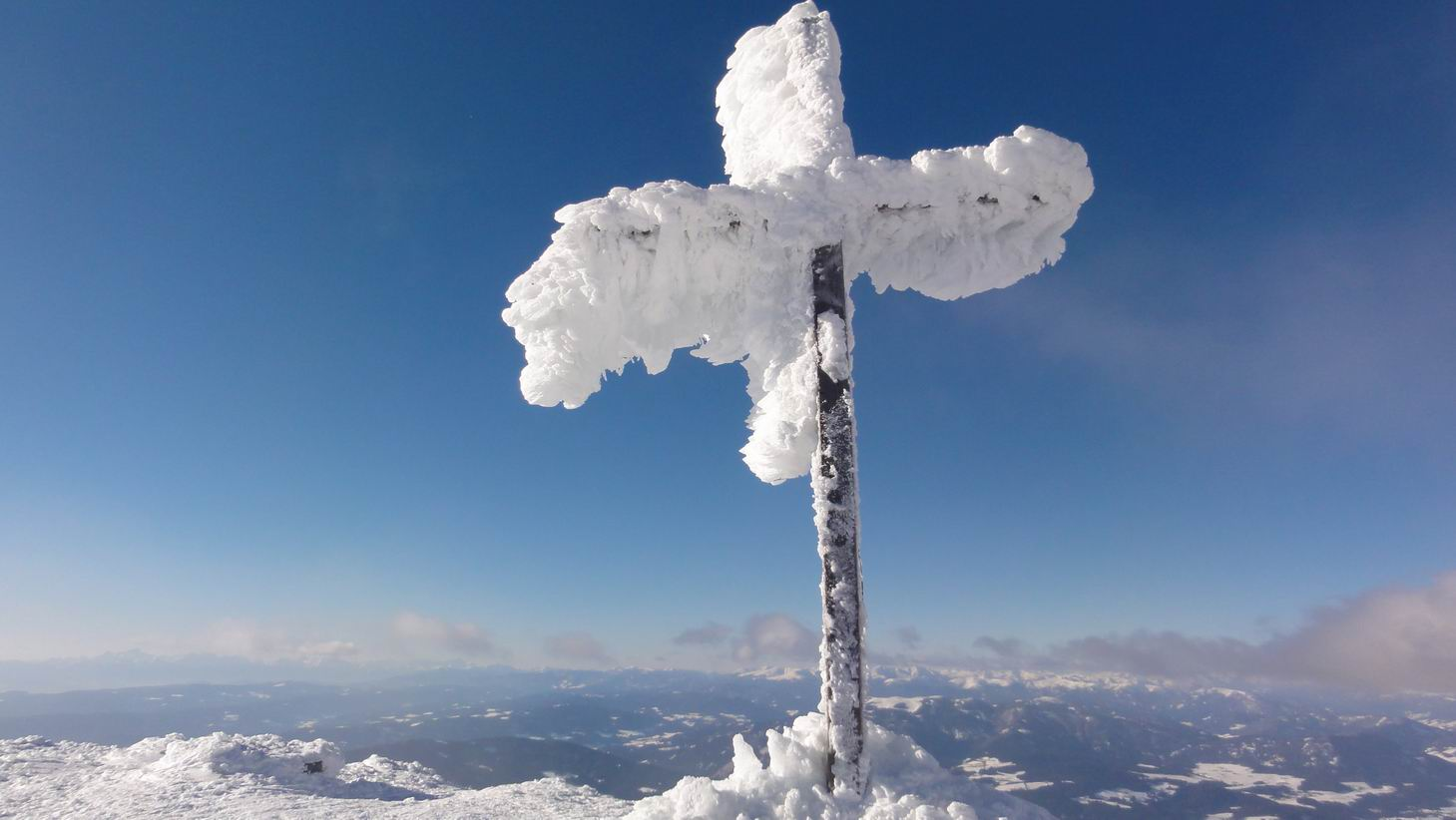
Gipfelkreuz im Winter
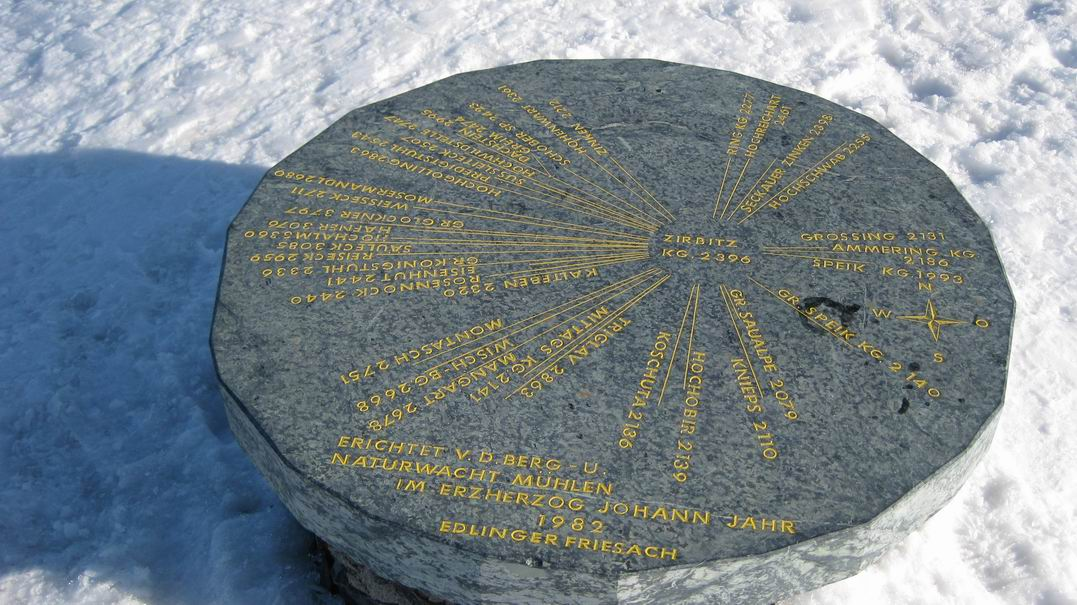
Panoramatafel am Zirbitzkogelgipfel

## Sonstiges
Jährlich im Sommer findet der Zirbitzkogel-Berglauf statt, der von Sankt Anna am Lavantegg über die Waldheimhütte bis zum Zirbitzkogel-Schutzhaus führt. Hierbei wird eine Streckenlänge von 11,2 km zurückgelegt und ein Höhenunterschied 1106 m überwunden. Robert Stadlober ist am Zirbitzkogel aufgewachsen, besteigt den Berg immer an seinem Geburtstag und überlegt, sich in einem Friedwald am Zirbitzkogel bestatten zu lassen.